# Férfi 5000 méteres rövidpályásgyorskorcsolya-váltó a 2002. évi téli olimpiai játékokon
A 2002. évi téli olimpiai játékokon a rövidpályás gyorskorcsolya férfi 5000 méteres váltó versenyszámának elődöntőit február 13-án, a döntőt február 23-án rendezték. Az aranyérmet a kanadai csapat nyerte meg. A versenyszámban nem vett részt magyar csapat.

## Rekordok
A versenyt megelőzően a következő rekordok voltak érvényben:
| Világrekord     | Kanada (CAN) | 6:43,730 | Calgary, Kanada | 2001. október 14. |
| Olimpiai rekord | Japán (JPN)  | 7:01,660 | Nagano, Japán   | 1998. február 21. |

A versenyen új olimpiai rekord született:
| Kanada (CAN) | 6:45,455 | Salt Lake City, Amerikai Egyesült Államok | 2002. február 13. |

## Eredmények
A két futamból az első két helyezett jutott az A-döntőbe, a harmadik és negyedikek a B-döntőbe kerültek. A kizárt csapatok nem vehettek részt a további futamokon. Az időeredmények másodpercben értendők. A rövidítések jelentése a következő:
- QA: az A-döntőbe jutott
- QB: a B-döntőbe jutott
- OR: olimpiai rekord

### Elődöntők
| Helyezés | Csapat                                                                                      | Idő      | Mj       |
| 1. futam | 1. futam                                                                                    | 1. futam | 1. futam |
| -------- | ------------------------------------------------------------------------------------------- | -------- | -------- |
| 1.       | Kanada (CAN) · Éric Bédard · Marc Gagnon · François-Louis Tremblay · Mathieu Turcotte       | 6:45,455 | QA, OR   |
| 2.       | Kína (CHN) · Li Jiajun · Feng Kai · Guo Wei · An Yulong                                     | 6:46,625 | QA       |
| 3.       | Japán (JPN) · Nisitani Takafumi · Terao Szatoru · Tamura Naoja · Kodera Takehiro            | 6:50,925 | QB       |
| 4.       | Belgium (BEL) · Pieter Gysel · Simon Van Vossel · Ward Janssens · Wim De Deyne              | 6:56,389 | QB       |
| 2. futam |                                                                                             |          |          |
| 1.       | Egyesült Államok (USA) · Ron Biondo · Apolo Anton Ohno · Rusty Smith · Daniel Weinstein     | 7:09,788 | QA       |
| 2.       | Olaszország (ITA) · Nicola Franceschina · Nicola Rodigari · Fabio Carta · Michele Antonioli | 7:10,787 | QA       |
| 3.       | Ausztrália (AUS) · Steven Bradbury · Alex McEwan · Andrew McNee · Stephen Lee               | 7:19,177 | QB       |
| –        | Dél-Korea (KOR) · Kim Tongszong · I Szungdzse · Min Ljong · O Szedzsong                     | kizárták |          |

### B-döntő
| Helyezés | Csapat                                                                            | Idő      | Mj |
| -------- | --------------------------------------------------------------------------------- | -------- | -- |
| 5.       | Japán (JPN) · Nisitani Takafumi · Terao Szatoru · Sinohara Júgo · Kodera Takehiro | 7:19,893 |    |
| 6.       | Ausztrália (AUS) · Alex McEwan · Stephen Lee · Steven Bradbury · Andrew McNee     | 7:45,271 |    |
| –        | Belgium (BEL) · Pieter Gysel · Simon Van Vossel · Ward Janssens · Wim De Deyne    | kizárták |    |

### A-döntő
| Helyezés | Csapat                                                                                       | Idő      | Mj |
| -------- | -------------------------------------------------------------------------------------------- | -------- | -- |
| Arany    | Kanada (CAN) · Mathieu Turcotte · François-Louis Tremblay · Marc Gagnon · Jonathan Guilmette | 6:51,579 |    |
| Ezüst    | Olaszország (ITA) · Nicola Franceschina · Nicola Rodigari · Fabio Carta · Maurizio Carnino   | 6:56,327 |    |
| Bronz    | Kína (CHN) · Li Jiajun · Feng Kai · Li Je · Guo Wei                                          | 6:59,633 |    |
| 4.       | Egyesült Államok (USA) · Ron Biondo · Apolo Anton Ohno · Rusty Smith · Daniel Weinstein      | 7:03,926 |    |